# Libnotes megalops
Libnotes megalops är en tvåvingeart som beskrevs av Edwards 1926. Libnotes megalops ingår i släktet Libnotes och familjen småharkrankar. Inga underarter finns listade i Catalogue of Life.